# Унтермајтинген
Унтермајтинген (њем. Untermeitingen) општина је у њемачкој савезној држави Баварска. Једно је од 46 општинских средишта округа Аугсбург. Према процјени из 2010. у општини је живјело 6.476 становника. Посједује регионалну шифру (AGS) 9772209.

## Географски и демографски подаци
Унтермајтинген се налази у савезној држави Баварска у округу Аугсбург. Општина се налази на надморској висини од 550–575 метара. Површина општине износи 16,0 km². У самом мјесту је, према процјени из 2010. године, живјело 6.476 становника. Просјечна густина становништва износи 404 становника/km².